# Moritz Barach
Moritz Barach (* 21. März 1818 in Wien; † 14. Februar 1888 in Salzburg) war ein österreichischer humoristischer Schriftsteller. Er schrieb zahlreiche Gedichte, Humoresken und Schauspiele. Als Pseudonym verwendete er häufig Dr. Märzroth.
Der plötzliche Tod seiner Tochter, Hermine, gelangte im Februar 1900 als Meldung in die Wiener Tagespresse.

## Werke (Auswahl)
- — (Hrsg.): Brause-Pulver. Album für Drollerien und Pikanterien. Stockholzer von Hirschfeld. Wien 1847–.
- Aurorafalter. Dichtungen zur Erinnerung an den 13., 14. und 15. März 1848. Enthält: I. Gefallen ist die düst’re Scheidewand … II. Wer waren sie, die jubelnd für das Recht … III. Sprecht, was soll das Schauspiel wol bedeuten … IV. Austria, das schöne, edle, kräft’ge Weib. Hirschfeld (u. a.), Wien 1848. – Volltext online.
- —, Franz von Suppè: Der Biberhof. Eine Dorfgeschichte mit Gesang und Tanz in drei Akten. Libretto. Als Manuskript gedruckt, Berlin 1854. – Volltext online.
  - Leopold Feldmann, —: Der Biberhof. Eine Dorfgeschichte mit Gesang und Tanz in drei Akten. Aufgeführt im k. k. priv. Theater an der Wien. Römer, Wien 1860.
- Kinder, Bilder und Geschichten. Gedichte in niederösterreichischer Mundart. S. n., s. l. 1854.
- Bittschriften. Original-Lustspiel in einem Aufzuge. In Vorbereitung im k. k. Hofburgtheater. Als Manuskript gedruckt. Pichler, Wien 1854. – Volltext online.
- Liederbuch ohne Goldschnitt. S. n., Dresden 1857.
  - —: Zweite Auflage. S. n., Prag 1860.
- Nur Raffinement! Original-Lustspiel in einem Aufzuge. Kolbe, Berlin 1857. – Volltext online.
- Satans Leier. Kober & Markgraf, Prag 1859. – Volltext online.
- — (Hrsg., Red.): Komische Welt. S. n., Wien 1862.
- Zur Statistik der Frauen. Komisches Genrebild. Original in 1 Aufzuge. Wallishausser, Wien 1865.
- Geister und Gestalten aus dem alten Wien. Bilder, Geschichten und Erinnerungen. Prandel, Wien 1868. – Volltext online.
- Der Marquis. Schauspiel. Original in 1 Aufzuge. Wallishausser, Wien 1869.
- Wiener Bilderbogen. Skizzen aus dem neuen und alten Wien. S. n., Wien 1869.
- Schattenspiele aus dem alten und neuen Wien. Culturhistorische Croquis. Gronemeyer, Wien 1872. – Volltext online.
- Bitt’ gar schö’ – Singa lass’n! Gedichte in Salzburger Mundart. Dieter, Salzburg 1878. – Volltext online.
- Kleine Wahrheiten. Aus dem Leben – für’s Leben. Dieter, Salzburg 1880.
- Lachende Geschichten. Bände 3 und 4. S. n., Leipzig 1881 und 1888.
- Weltlust. Historietten, Schwänke und Lieder eines heitern Vaganten. Liebeskind, Leipzig 1883. – Volltext online.
- Alt-Wien. Bilder und Geschichten. Wilhelm Friedrich, Leipzig/Berlin 1885. – Volltext online.
- Ernst und Scherz. S. n., Prag 1885.
- Neu-Decameron. Allerlei Geschichten. Friedrich, Leipzig 1887. – Volltext online.
- Chamäleon. Ein Weihnachtsmärchen. S. n., s. l., s. a. – Volltext online in: nikolaus-weihnachten.de, 2006, abgerufen am 22. September 2012.
- weitere Humoresken: Spottvögel.
- weitere Lust- und Schauspiele: Fritz Nürnberger, Die Frau Professorin, Eine unruhige Nacht.